# Votorantim Cimentos
A Votorantim Cimentos é uma empresa de materiais de construção e soluções sustentáveis, com atuação nas áreas de cimento, concreto, agregados, argamassas, plastificantes, aditivos, rejuntes, acabamentos, insumos agrícolas, gestão de resíduos, coprocessamento e logística.  
Com sede no Brasil, a Votorantim Cimentos está presente em mais oito países: Argentina, Bolívia, Canadá, Espanha, Estados Unidos, Luxemburgo, Turquia e Uruguai.

## História
A Votorantim Cimentos foi fundada em 18 de janeiro de 1936, na cidade de Votorantim, interior de São Paulo. Durante quase um século de existência, a companhia expandiu os negócios e mercados, cruzando fronteiras e hoje é uma das maiores empresas do setor no mundo. No Brasil, as marcas da empresa são: Cimento Votoran, Cimento Poty, Cimento Tocantins, Cimento Itaú, Cal Hidratada Itaú, Cal de Pintura Itaú, Engemix, Engemassa, Spectra, Verdera, Viter, Calcário Itaú, Cal Fértil, Optmix, Optmix BS, Sungard, Motz e Juntos Somos +.  
A Votorantim Cimentos encerrou o ano de 2024 com recorde consecutivo de resultado operacional anual e avanço de margem, suportados pela diversificação geográfica e de produtos. A receita líquida global foi de R$ 26,6 bilhões, resultado estável em relação a 2023, excluindo variação cambial, devido, principalmente, à performance positiva nos países da Europa e Ásia e estabilidade no Brasil.
O volume total de vendas de cimentos somou 35,4 milhões de toneladas em 2024, crescimento de 1% em relação ao comercializado no ano anterior.
O EBITDA (sigla em inglês para lucro antes de juros, impostos, depreciação e amortização) ajustado foi de R$ 6,5 bilhões, recorde pelo segundo ano consecutivo e crescimento de 9% na comparação com 2023, em moeda local. O avanço no resultado operacional é fruto do portfólio balanceado da Votorantim Cimentos, com destaque para as operações na Europa e Ásia, da eficiência operacional combinada com a redução de custos variáveis na maioria das regiões e do impacto positivo de novos negócios, além dos ganhos realizados com a venda de ativos não estratégicos na América do Norte e no Uruguai. A Margem EBITDA alcançou 24% no ano, avançando 2 pontos percentuais em relação a 2023.
Em 2024, a Votorantim Cimentos anunciou um plano de investimentos de R$ 5 bilhões para fortalecer as operações no Brasil com um programa abrangente de crescimento e competitividade estrutural até 2028. 
Também em 2024, a agência de classificação de risco Fitch Ratings elevou a nota de crédito global da Votorantim Cimentos, de “BBB-” para “BBB”, com perspectiva estável. Além disso, a Moody’s e a S&P Ratings reafirmaram a nota de crédito global da companhia em “Baa3” e “BBB”, respectivamente, com perspectiva estável. Com isso, a Votorantim Cimentos mantém o seu perfil de crédito de grau de investimento. 

Reforçando as práticas ESG, em 2020 a companhia divulgou o seus Compromissos de Sustentabilidade para 2030. As metas têm o objetivo de alinhar toda a operação mundial às demandas atuais e futuras da sociedade, gerando impacto positivo em toda a nossa cadeia e nas comunidades em que atua. Os compromissos são divididos em sete pilares: ética e integridade; saúde, segurança e bem-estar; diversidade e inclusão; inovação, pegada ambiental; economia circular e valor compartilhado.